# Орджоникидзе, Серго
Григо́рий Константи́нович Орджоники́дзе (груз. გრიგოლ კონსტანტინეს ძე ორჯონიკიძე), партийное прозвище Серго́ (груз. სერგო; 12 (24) октября 1886, с. Гореша, Шорапанский уезд, Кутаисская губерния, Российская империя — 18 февраля 1937, Москва, СССР) — грузинский революционер (большевик), из дворян; один из высших руководителей ВКП(б) и Советского государства.
Участвовал в Первой русской революции, Конституционной революции в Иране и Октябрьском вооружённом восстании 1917 года в Петрограде. В период Гражданской войны назначался Временным Чрезвычайным комиссаром СНК РСФСР на Украине (1918) и по Югу России (1918), возглавлял Комитет обороны Терской Советской Республики (1919) и Северо-Кавказский революционный комитет (1920). Начальник Трудовой армии юга РСФСР (1920). Сыграл одну из главных ролей в свержении местных правительств в Азербайджане, Армении и Грузии и образованию под эгидой большевиков Закавказской федерации.
Был Первым секретарём Закавказского (1924—1926) и Северо-Кавказского (1926) краевых комитетов ВКП(б); народным комиссаром рабоче-крестьянской инспекции (1926—1930) и тяжёлой промышленности (1932—1937) СССР, а также председателем ВСНХ СССР (1930—1932). Руководил процессом индустриализации в СССР.
Состоял членом Исполнительного комитета Якутского Совета (1917), ЦК партии (1912—1917, 1921—1927 и 1934—1937), ЦИК Донской Советской Республики, Русского бюро ЦК (1912), Кавказского бюро ЦК (1920—1922), ЦКК ВКП(б) (1927—1934) и Политбюро ЦК ВКП(б) (1930—1937).

## Происхождение

### Дата рождения
Григорий (Серго) Орджоникидзе родился в октябре 1886 года в деревне Гореша (Кореша в некоторых документах) Амашукетского общества Шорапанского уезда Кутаисской губернии (ныне Харагаульский муниципалитет края Имеретия).
В ряде документов датой рождения Орджоникидзе указано 22 октября (3 ноября), но по данным ранней советской литературы она приходилась на 16 (28 по новому стилю) октября. В БСЭ (1-е изд.) приведена дата 28 (15) октября, а в БСЭ (2-е изд.) — 15 (27) октября. Согласно Украинской советской энциклопедии, Большой российской энциклопедии и энциклопедии «Революция и Гражданская война в России: 1917—1923» он родился 12 (24) октября. Эту дату (24 октября) приводят Азербайджанская советская энциклопедия и Белорусская энциклопедия.

### Родители
Его отца звали Константин (Котэ) Николаевич Орджоникидзе, а мать — Евпраксия Григорьевна Тавзарашвили, которая скончалась через шесть недель после рождения сына от тяжёлой болезни. Отец работал на семейной ферме по выращиванию зерна, а позже присоединился к горнодобывающему сообществу Чиатура. Орджоникидзе назвали в честь его дедушки по маминой линии.
Он родился в семье мелкопоместного дворянина. В документах царского времени мы встречаем указания, что Серго Орджоникидзе «дворянин», «дворянин Кутаисской губернии», «из дворян Кутаисской губ.». Супруга Серго — Зинаида Гавриловна писала, что его отец Константин (Котэ), хоть и был из дворян,
но имел всего лишь небольшой участок земли, которую он засевал кукурузой. Урожая с этой земли едва хватало на несколько месяцев, и Константин, чтобы прокормить семью, вынужден был уходить на заработки в Чиатуры, где он возил на быках марганцевую руду из Чиатур в Зестафони.

### Этническая принадлежность
Серго Орджоникидзе — грузин по этнической принадлежности. Это написано в анкетном листе делегата 8-го Всероссийского съезда Советов рабочих, крестьянских, красноармейских и казачьих депутатов, в графе национальность.
Однако в документах царского времени встречаются разные указания его этнической принадлежности. Например, по сведениям, приведённым помощником начальника кутаисского губернского жандармского управления в Сухумском округе, которые адресовались в департамент полиции и датировались 7 ноября 1906 года, Серго указан по народности как имеретин, что может быть только уточнением его этничности, поскольку имеретинцы — одна из этнографических групп грузин (впервые в переписи отнесены к грузинам в 1926 году). По сведениям того же жандармского управления от 12 ноября 1907 года Серго уже фигурирует как грузин по народности.
Более того, статистические материалы дореволюционного времени фиксируют жителей Гореши как имеретинцев. Ещё одним интересным документом, проливающим свет на этничность Серго Орджоникидзе, является агентурное сообщение в МВД СССР от 15 июля 1953 года. В нём говорилось, что «в партийных кругах Закавказья хорошо знают, что Берия был заядлым врагом Орджоникидзе Серго. Берия добился ареста брата Орджоникидзе, вынудил у него какие-то признания, которые скомпрометировали Серго перед И. В. Сталиным», и приводился услышанный рассказ о переименовании города с именем Орджоникидзе, после чего в конце документа давалась следующая информация: «Это всё объяснялось клеветой Берия на Серго и вынужденным признанием брата Серго, объяснившим их плохие отношения племенной рознью, нелюбовью мингрела Берия к имеретинцу Орджоникидзе».

## Биография

### Ранние годы
Весной 1898 года окончил двухклассное училище в селе Харагаули. Там Орджоникидзе подружился с Ноем Буачидзе. В те же годы он осиротел.
В 1900 году родственники отвезли его в Тифлис, где в 1901—1905 гг. он учился и окончил фельдшерскую школу при городской Михайловской больнице.
Член РСДРП с 1903 года, большевик. В Тифлисе познакомился с В. К. Курнатовским. Ученик Камо.
Впервые арестован в 1904 году за хранение нелегальной литературы, вскоре отпущен. С сентября 1905 года — в Гудауте, активный участник Первой русской революции в Закавказье. При получении оружия из-за границы был арестован казаками и попал в Сухумскую тюрьму, где находился с декабря 1905 года по май 1906 года. Вместе с другими заключёнными готовил побег, который сорвался. Был выпущен на поруки под залог. В августе того же года по фальшивому паспорту уехал в Германию, в Берлин, откуда в начале следующего года нелегально вернулся на родину. Затем член Бакинской организации РСДРП, работал фельдшером на нефтяных промыслах. 1 мая арестован за участие в демонстрации, но вскорости отпущен.
В ноябре 1907 года вновь арестован, находился в тюрьмах Баку и Сухума. Был осуждён на вечное поселение в Сибирь и в феврале 1909 года выслан в деревню Потоскуй Пинчугской волости Енисейской губернии (ныне — п. Орджоникидзе Мотыгинского района Красноярского края), откуда в августе бежал. Вернулся в Баку, откуда осенью уехал в Персию, где принял участие в революции. В конце 1910 г. выехал в Париж. Весной 1911 года учился в ленинской партийной школе в Лонжюмо.
Летом 1911 года по заданию Ленина вернулся в Россию во главе уполномоченных Заграничной оргкомиссии по созыву Всероссийской партконференции, состоявшейся в январе 1912 года в Праге (VI конференция РСДРП). Делегат её от тифлисской организации, был избран на ней в состав ЦК и Русского бюро ЦК РСДРП(б).
14 апреля 1912 года арестован в Петербурге, приговорён к 3 годам каторги, которую отбыл в Шлиссельбургской крепости, а затем был выслан в Якутск, где работал врачом.
В июне 1917 года вернулся в Петроград, член горкома РСДРП(б) и Исполкома Петроградского Совета. Делегат VI съезда РСДРП(б). Активный участник Октябрьской революции 1917 года. Был включён в первый состав ВЧК (кратковременно).
В годы Гражданской войны — на руководящей работе в Красной Армии. С декабря 1917 года — временный Чрезвычайный комиссар района Украины. С апреля 1918 года — председатель Чрезвычайного штаба обороны Донской республики. В декрете СНК РСФСР от 11 апреля 1918 года № 1345, под которым стояли имена председателя Совнаркома В. И. Ульянова (Ленина), наркомов Сталина, Г. В. Чичерина, А. В. Луначарского, управляющего делами Совнаркома В. Д. Бонч-Бруевича и секретаря Совета Н. П. Горбунова, говорилось:

Чрезвычайному комиссару Совета Народных Комиссаром тов. С. Орджоникидзе поручается организовать под своим председательством временный чрезвычайный Комиссариат южного района, об’единяющий деятельность Крыма, Донской области, Терской области, Черноморской губернии, Черноморского флота и всего Северного Кавказа до Баку.

Цель Комиссариата: неуклонное проведение директив центральной Советской власти на суше и на море, концентрированная борьба с буржуазной контрреволюцией, упрочение Советской власти в районе своей деятельности, поддерживание прямой связи областей с Советом Народных Комиссаров.

С июля 1918 года находился во Владикавказе и на Тереке, организуя вооружённое сопротивление войскам А. И. Деникина. В декабре назначен председателем Совета обороны Северного Кавказа. После падения Владикавказа с февраля по апрель 1919 года скрывался в горах с верным ему отрядом, участвовал в партизанской борьбе. В апреле перешёл через линию фронта и добрался до Москвы. С июля 1919 — член Реввоенсовета 16-й армии Западного фронта. С сентября 1919 — член Реввоенсовета 14-й армии Южного фронта. С января 1920 — член Реввоенсовета Кавказского фронта.
Орджоникидзе непосредственно участвовал в революционном свержении правительств в Азербайджане, Армении и Грузии и в создании ЗСФСР. Более того, летом 1920 года после успеха Энзелийской операции он пытался создать просоветскую республику и в Северном Иране с опорой на советский экспедиционный корпус. 13 ноября 1920 года присутствовал на Чрезвычайном съезде народов Дагестана.
В 1912—1917, 1921—1927 и с 1934 года член ЦК партии.

### «Грузинский инцидент»
Орджоникидзе принял активную роль в создании большевистской власти на Южном Кавказе. Как глава Кавказского бюро Орджоникидзе был номинальным лидером большевиков в Грузии, местное руководство в то время было разделено между Филиппом Махарадзе и Буду Мдивани.
Орджоникидзе и Сталин, как выходцы из Грузии, были обеспокоены национализмом, проявленным оставшимся грузинскими меньшевиками (большинство из них уехали в 1921 году), которым были первоначально разрешено работать с большевиками. Они считали грузинский национализм и великорусский шовинизм серьёзными угрозами. Чтобы устранить любые националистические тенденции, планировалось привлечь Грузию в союз с Российской Советской Республикой.
Центральный комитет в значительной степени стоял за Орджоникидзе и позволил ему реализовать политику, которую он считал подходящей. Это включало в себя объединение трёх государств Южного Кавказа в одну федерацию, что он называл лучшим вариантом, как военным, так и экономическим, так как это упрощало реализацию союза с Россией. Этот спор стал известен как «Грузинское дело» и задержал создание Советского Союза до декабря 1922 года. Орджоникидзе сохранил свою лидерскую роль на Кавказе, заняв должность первого секретаря Закавказского крайкома РКП(б), и оставался там до 1926 года.

Если дело дошло до того, что Орджоникидзе мог зарваться до применения физического насилия, о чём мне сообщил тов. Дзержинский, то можно себе представить, в какое болото мы слетели…

Я боюсь также, что тов. Дзержинский, который ездил на Кавказ расследовать дело о «преступлениях» этих «социал-националов», отличился тут тоже только своим истинно русским настроением (известно, что обрусевшие инородцы всегда пересаливают по части истинно русского настроения) и что беспристрастие всей его комиссии достаточно характеризуется «рукоприкладством» Орджоникидзе. Я думаю, что никакой провокацией, никаким даже оскорблением нельзя оправдать этого русского рукоприкладства и что тов. Дзержинский непоправимо виноват в том, что отнесся к этому рукоприкладству легкомысленно.

Орджоникидзе был властью по отношению ко всем остальным гражданам на Кавказе. Орджоникидзе не имел права на ту раздражаемость, на которую он и Дзержинский ссылались. Орджоникидзе, напротив, обязан был вести себя с той выдержкой, с какой не обязан вести себя ни один обыкновенный гражданин— Ленин В. И. К вопросу о национальностях или об «автономизации».

### В составе высшего руководства страны
В июле—ноябре 1926 года Серго Орджоникидзе — кандидат в члены Политбюро ЦК ВКП(б). С сентября 1926 года он занял должность первого секретаря Северо-Кавказского краевого комитета РКП(б).
В 1926—1930 годах — председатель ЦКК ВКП(б), нарком Рабоче-крестьянской инспекции и заместитель председателя СНК СССР.
«29.11.1926 г. Дорогой Нестор! Шлю тебе, Сарие и твоему разбойнику братский привет… Едет к тебе Молотов, он здорово устал… Пить и стрелять можешь сколько хочешь, ЦКК теперь в наших руках… Крепко, крепко целую тебя! Привет всем ребятам. Привет от Зины Сарие, тебе, Рауфчику. Жму руку твой Серго…» — пишет Орджоникидзе в Абхазию Нестору Лакобе.
С 1930 года — председатель ВСНХ, а затем нарком тяжёлой промышленности. Желание Орджоникидзе защитить тех, кто работал под ним, и противостояние курсу на массовые репрессии привели к многочисленным ссорам со Сталиным. Орджоникидзе выступал против вмешательства в заводские дела. В итоге Политбюро отстранило прокуроров от расследования заводов и запретило даже заходить туда.
С 1930 по 1937 годы — член Политбюро ЦК ВКП(б). Член ЦИК СССР 1—7 созывов.
В 1936 году был арестован старший брат Орджоникидзе Павел (Папулия) («Учитывая характер Орджоникидзе и его особое отношение к семье и друзьям, это был очень сильный удар», — отмечает историк Олег Хлевнюк). Причём известие об аресте брата Орджоникидзе получил в Кисловодске в октябре 1936 г., в день своего 50-летия. «27 октября, — вспоминала жена Орджоникидзе, — в Пятигорске проходило торжественное заседание, посвящённое пятидесятилетию Серго. Он отказался присутствовать на нём, и я отправилась туда одна». В самом конце октября Орджоникидзе уехал в Москву, где, по официальной советской версии, вскоре с ним случился сердечный приступ, однако есть целый ряд свидетельств и мнений высокопоставленных советских деятелей, что Серго застрелился.

## Орджоникидзе и Сталин
В 1907 году Орджоникидзе был арестован по обвинению в бандитизме и помещён в Баиловскую тюрьму в Баку. Там, в камере № 3, он познакомился с Иосифом Джугашвили, носившим в то время партийный псевдоним Коба. С тех пор между ними установились отношения, близкие к дружеским; Орджоникидзе был одним из немногих людей, с которыми Сталин был на «ты».
После самоубийства Надежды Аллилуевой именно Орджоникидзе и Киров, на правах ближайших друзей, провели ночь в доме Сталина.
Преданный сторонник Сталина, Орджоникидзе тем не менее не смог согласиться с уничтожением «старых большевиков». Репрессии против членов компартии, никогда официально не выступавших против линии партии, до убийства Кирова были относительной редкостью, но после — стали явлением обыкновенным.
Орджоникидзе, в частности, не желал мириться с попытками вскрыть якобы имеющее место массовое вредительство. В определённой степени на слухи о таком вредительстве влияли нарушения технологий в погоне за экономическим ростом (по некоторым данным — неофициально санкционированные Орджоникидзе, по другим данным — нет).
В начале 1930-х гг. Сталин убрал выдвиженцев и приятелей Орджоникидзе с руководящих постов в Закавказье, что сопровождалось резкими конфликтами между Сталиным и Орджоникидзе; тем не менее, Орджоникидзе продолжал покровительствовать опальным закавказцам.
В это же время происходит ухудшение взаимоотношений со Сталиным из-за выдвижения по инициативе Генерального секретаря (то есть  И.В. Сталина) на первую роль в Закавказской партийной организации Л. П. Берия, которого Орджоникидзе не любил и считал проходимцем и опасным интриганом.
В сентябре 1937 года арестованный первый секретарь Заккрайкома Орахелашвили подписал такие показания:

Прежде всего, будучи очень тесно связан с Серго Орджоникидзе, я был свидетелем его покровительственного и примиренческого отношения к носителям антипартийных контрреволюционных настроений. Это главным образом относится к Бесо Ломинадзе. На квартире у Серго Орджоникидзе Бесо Ломинадзе в моём присутствии после ряда контрреволюционных выпадов по адресу партийного руководства допустил в отношении Сталина исключительно оскорбительный и хулиганский выпад. К моему удивлению, в ответ на эту контрреволюционную наглость Ломинадзе Орджоникидзе с улыбкой, обращаясь ко мне, сказал: «Посмотри ты на него!» — продолжая после этого в мирных тонах беседу с Ломинадзе… Вообще я должен сказать, что приёмная в квартире Серго Орджоникидзе, а по выходным дням его дача (в Волынском, затем в Сосновке) являлись зачастую местом сборищ участников контрреволюционной организации, которые в ожидании Серго Орджоникидзе вели самые откровенные контрреволюционные разговоры, которые ни в какой мере не прекращались даже при появлении самого Орджоникидзе.

Нарастание напряжённости в отношениях со Сталиным произошло после Первого московского процесса, который вызвал волну кадровых чисток прежде всего в экономических наркоматах (так как бывших оппозиционеров не пускали в политику). Под ударом оказалось большое количество сотрудников Орджоникидзе в НКТП, коих Орджоникидзе пытался оградить от безоглядных репрессий.

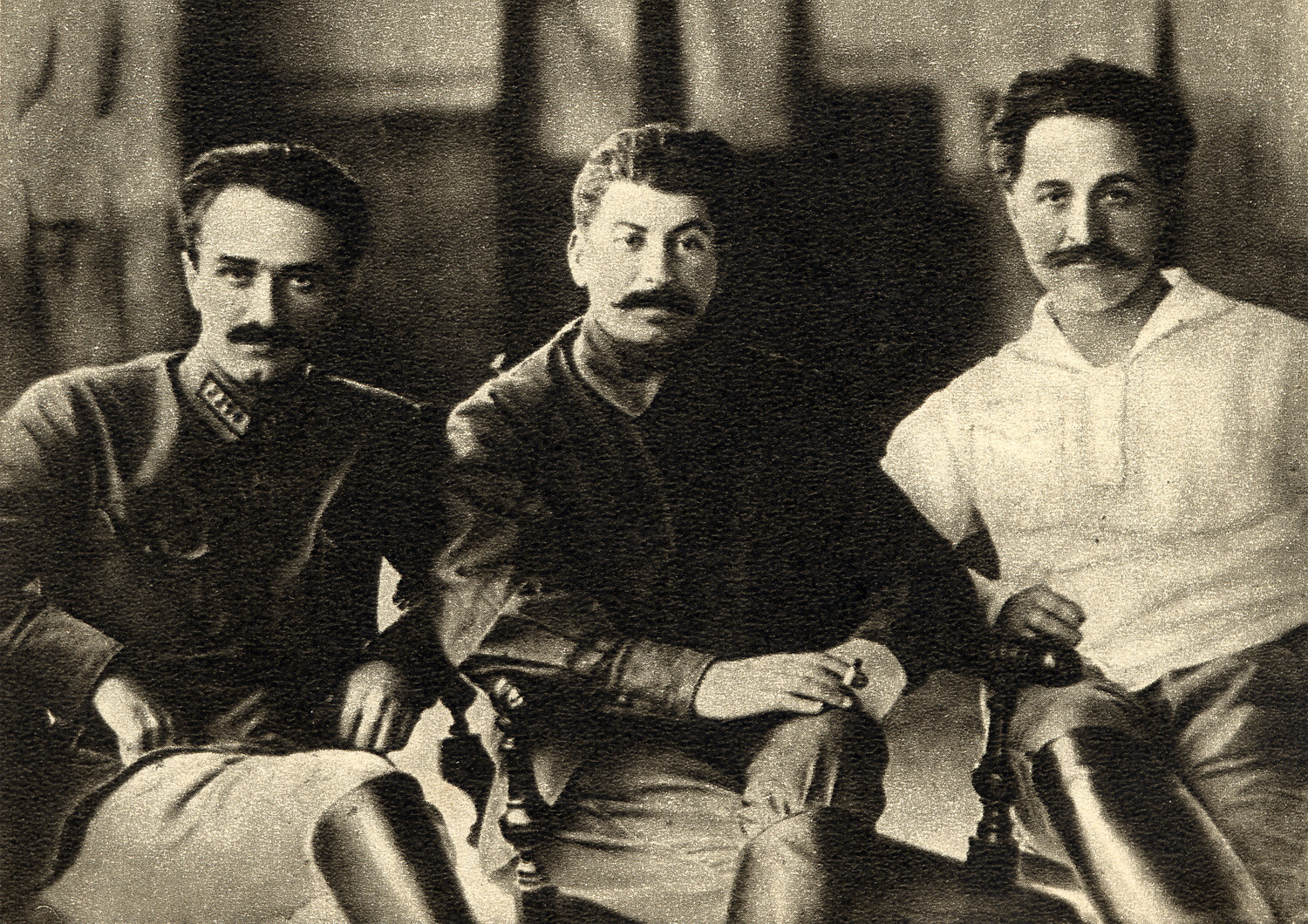
Слева направо: А. И. Микоян, И. В. Сталин, Г. К. Орджоникидзе (Тифлис, 1925 год)

На февральско-мартовском (1937 год) пленуме ЦК ВКП(б) Орджоникидзе намечался главным докладчиком по вопросу «об уроках вредительства, диверсии и шпионажа японо-немецко-троцкистских агентов». В связи с этим Орджоникидзе провёл ряд совещаний с руководящими хозяйственными работниками и для проверки данных НКВД направил комиссии на «Уралвагонстрой», «Кемеровкомбинатстрой» и на предприятия коксохимической промышленности Донбасса. На основании собранных материалов Орджоникидзе подготовил проект постановления по своему докладу. В проекте не говорилось о размахе вредительства в тяжёлой промышленности, акцент делался на необходимость устранения имевшихся в работе наркомата недостатков. Есть данные, что этот проект был раскритикован Сталиным.

## Смерть
Умер 18 февраля 1937 года, за пять дней до февральско-мартовского Пленума ЦК 1937 года. Официально объявленная причина смерти — инфаркт:

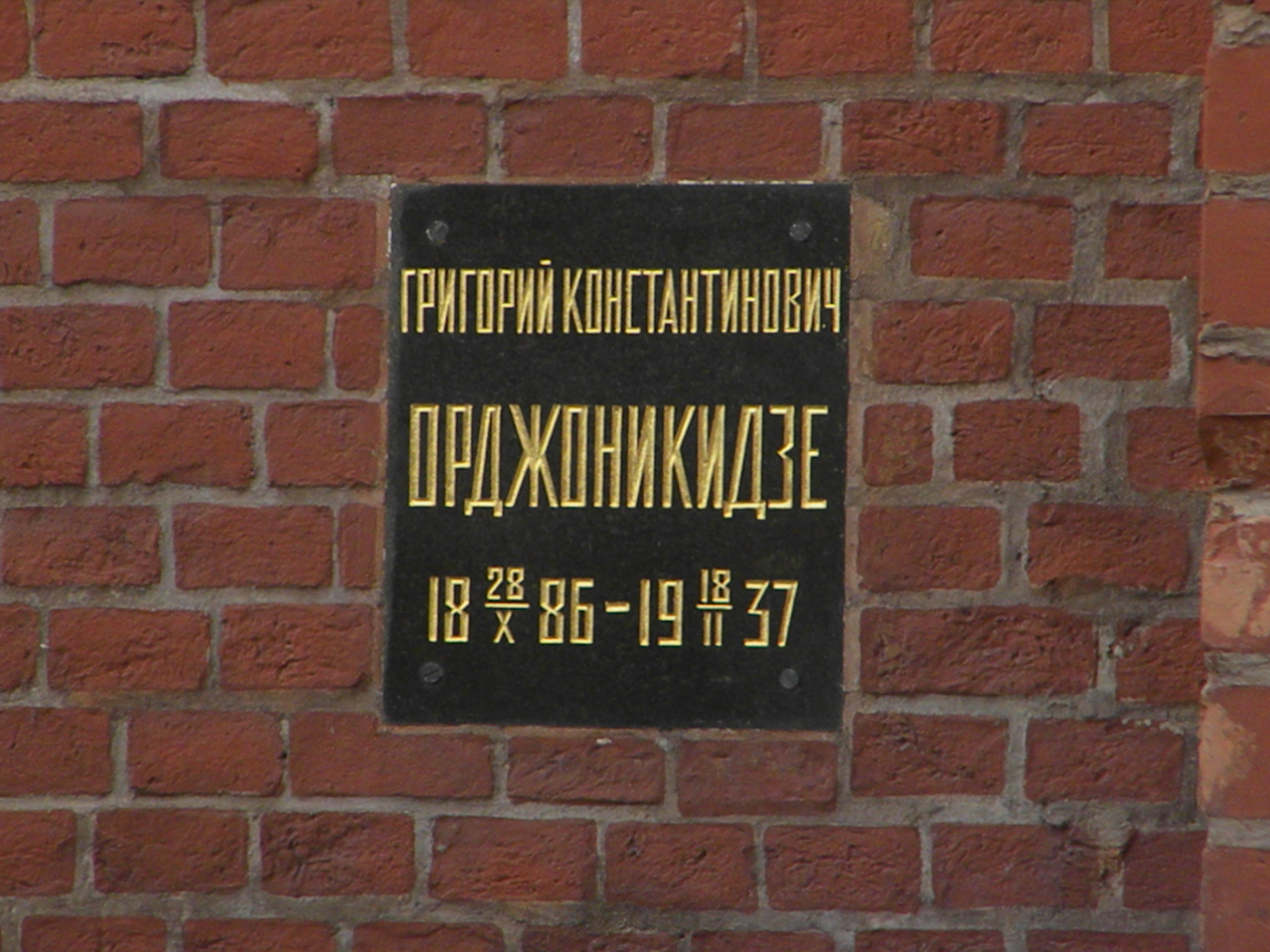
Надгробная плита в Кремлёвской стене

Тов. Орджоникидзе Г. К. страдал артериосклерозом с тяжелыми склеротическими изменениями сердечной мышцы и сосудов сердца, а также хроническим поражением правой почки, единственной после удаления в 1929 году туберкулёзной левой почки.
На протяжении последних двух лет у тов. Орджоникидзе наблюдались от времени до времени приступы стенокардии (грудной жабы) и сердечной астмы. Последний такой припадок, протекавший очень тяжело, произошёл в начале ноября 1936 года.
С утра 18-го февраля никаких жалоб т. Орджоникидзе не заявлял, а в 17 часов 30 минут, внезапно, во время дневного отдыха почувствовал себя плохо, и через несколько минут наступила смерть от паралича сердца.
— Народный комиссар здравоохранения СССР Г. Каминский
— Начальник лечебно-санитарного управления Кремля И. Ходоровский
— Консультант лечебно-санитарного управления Кремля, доктор медицинских наук Л. Левин
— Дежурный врач кремлёвской амбулатории С. Мец

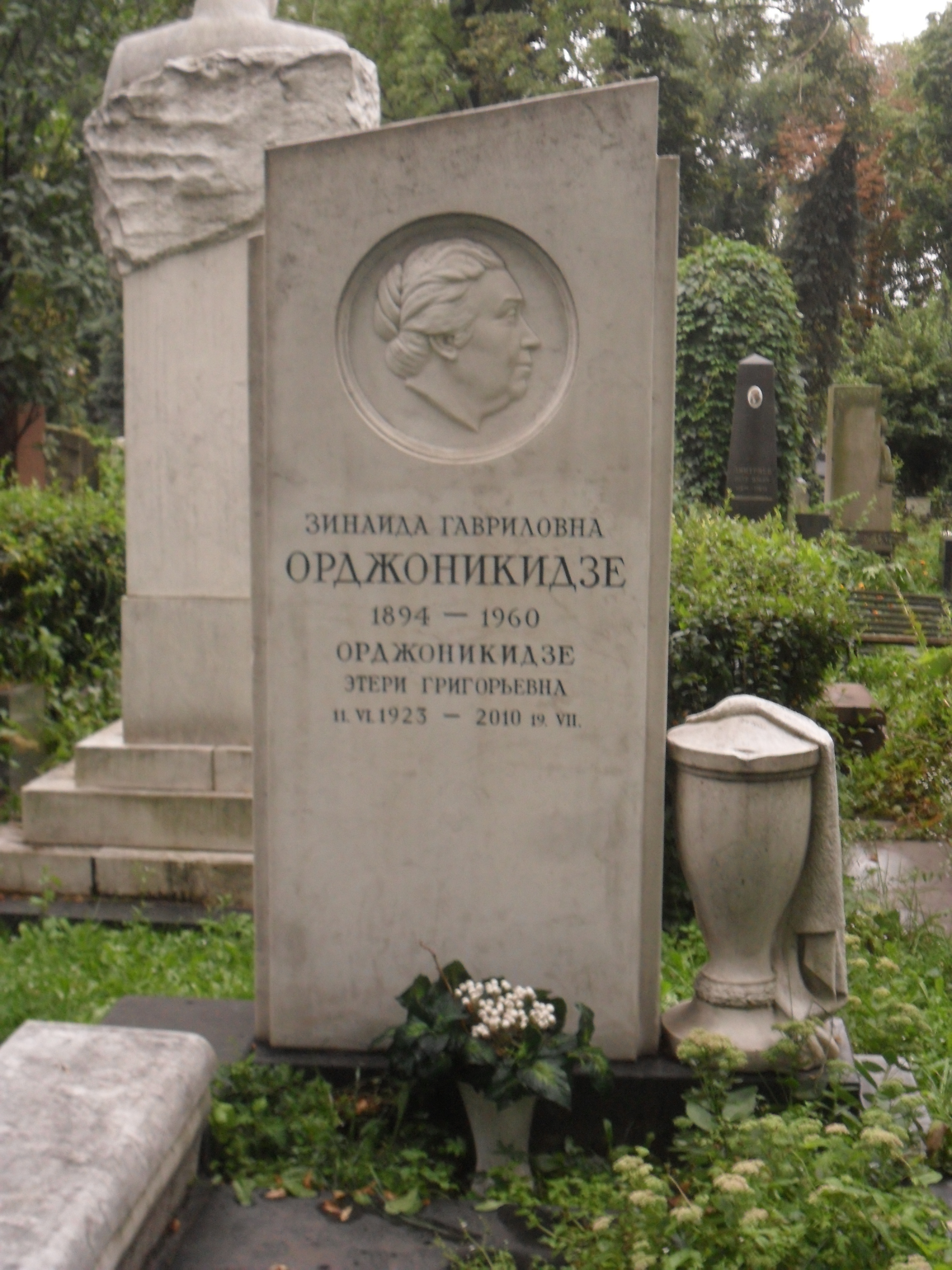
Могила жены и дочери Орджоникидзе на Новодевичьем кладбище

В передаче Ольги Шатуновской со слов супруги Орджоникидзе Зинаиды Гавриловны:
«Как-то он с утра не встал. Зинаида Гавриловна видела, что иногда он поднимался, в нижнем белье, в кальсонах подходил к столу, что-то писал и опять ложился. Она просила его встать поесть, но он не вставал». Вечером приехал его племянник Гвахария, начальник макеевской стройки, он предложил супруге Орджоникидзе накрывать стол и, сделав это, сказать Серго об его приходе, убеждая её, что согласно грузинским обычаям приёма гостей он обязательно к нему выйдет. «Зинаида Гавриловна так и сделала; накрыли стол, она пошла звать его. А чтобы пройти в спальню, надо пройти прежде гостиную, и она подошла к выключателю зажечь свет, она зажгла и не успела сделать пару шагов, как раздался выстрел. Видимо, он увидел сквозь щель в двери, что зажёгся свет, понял, что сейчас будут звать… Он выстрелил себе в сердце. Она вбежала, и в эту минуту, говорит, его рука с револьвером опустилась на пол». Шатуновская добавляет: «На комоде лежало его письмо, он написал всё, что он думал, что он не может больше жить, не знает, что делать — это можно только думать, потому что никто этого письма не видел».
Шатуновская также упоминала, что супруга Орджоникидзе, рассказывавшая ей о смерти своего супруга как о самоубийстве, некоторым другим людям рассказывала об этом как об убийстве, к этому имеется также свидетельство Леонида И. Вернского, также слышавшего от неё обе версии.
Серго Микоян, сын Анастаса Микояна, вспоминал, что после смерти Сталина в их семье обсуждалась «версия об убийстве Серго прямо в его квартире», однако Анастас Микоян отверг её, он склонялся к версии о самоубийстве: «Серго мне несколько раз говорил о своём намерении уйти из жизни, потому что не мог больше терпеть. Я его отговаривал. Но последний раз он говорил об этом незадолго до своей кончины».
Н. Хрущёв в своём докладе «О культе личности и его последствиях» сказал: «Сталин допустил уничтожение брата Орджоникидзе, а самого Орджоникидзе довел до такого состояния, что последний вынужден был застрелиться.»
Историк О. Хлевнюк также склоняется к версии о самоубийстве.
Американский историк Шейла Фицпатрик считает, что самоубийство было вызвано арестом заместителя наркома. По данным Фицпатрик, все последние месяцы 1937 года Орджоникидзе пытался отвести угрозу от своего заместителя, а потерпев неудачу, покончил с собой лишь бы не видеть, как уничтожается воспитанная им когорта руководителей советской промышленности.
Управляющий делами Совета Министров СССР Михаил Смиртюков считал, что Орджоникидзе застрелился.
Урна с прахом Орджоникидзе после кремации захоронена 21 февраля в Кремлёвской стене на Красной площади Москвы.
При этом, в воспоминаниях жены Николая Бухарина описывается эпизод, когда Бухарин в день «самоубийства» встретил случайно на площади в Кремле Серго Орджоникидзе, направлявшегося к Сталину для беседы. По словам Бухарина, сказанным позже жене, Орджоникидзе был в момент этой встречи с ним в приподнятом расположении духа и настроен решительно. Версии, что Орджоникидзе был застрелен во время этой беседы в кабинете у Сталина начальником его личной охраны — беспочвенны.
На февральско-мартовском Пленуме ЦК 1937 г. Сталин подверг уже покойного Орджоникидзе резкой критике за примиренчество и либерализм; указал, что Орджоникидзе прекрасно знал об «антипартийных настроениях» Ломинадзе, однако скрыл их от ЦК (что, якобы, не помешало потом Орджоникидзе требовать расстрела «обманувшего его доверие» Ломинадзе). Историк О. Хлевнюк считает, что последнее утверждение было, скорее всего, ложью, указывая на отсутствие документальных подтверждений этого требования. Кроме того, исследователь обращает внимание на то, что Орджоникидзе всегда оказывал поддержку Ломинадзе, а после его самоубийства добился того, что вдове Ломинадзе была назначена пенсия, а его сын (названный Серго, в честь Орджоникидзе) также получал солидное пособие.
В 1936 году был арестован и в 1937 г. расстрелян старший брат Орджоникидзе — Папулия, давший рекомендацию Серго в партию.
В 1938 году жену Орджоникидзе — Зинаиду Гавриловну Павлуцкую — приговорили к десяти годам заключения.
Также, в 1938 году были осуждены другой брат Орджоникидзе — Иван и его жена Зина Орджоникидзе.
В 1941 году был арестован третий брат — Константин.
Был расстрелян также племянник Орджоникидзе Георгий Гвахария, директор Макеевского металлургического завода.

## Семья
- Жена — Зинаида Гавриловна, урождённая Павлуцкая (1894—1960).
  - Дочь — Этери (1923—2010)[67].
    - Внук — Орджоникидзе, Сергей Александрович (род. 1946)
    - Внук — Орджоникидзе, Григорий Эдуардович (род. 1952)
- Мать — Евпраксия Григорьевна Тавзарашвили (?—1886), умерла при рождении второго сына, её сына Георгия (Серго) воспитывала сестра Эки и её муж Давид[67].
- Брат — Павел (Папулия) Константинович Орджоникидзе (1882—1937)[68], начальник политотдела управления Кавказской железной дороги[69], по другим сведениям председатель Торговой палаты Грузинской ССР[68], арестован в ноябре 1936 ещё при жизни Серго. 23 ноября 1936 г. отправлен в ссылку на 5 лет, 8 августе 1937 снова арестован, 9 ноября 1937 приговорён в расстрелу, 10 ноября казнён. Его жена Нина Давыдовна, 29 марта 1938 приговорена к 10 годам лагерей. Но 14 июня 1938 г. решение пересмотрено, Н. Д. Орджоникидзе приговорена к расстрелу, расстреляна на следующий день[69].
- Вторая жена отца — Деспина Кайхосоровна Гамцемлидзе[67].
  - Брат (единокровный) — Иван Константинович Орджоникидзе и его жена Антонина Михайловна арестованы 29 августа 1938 г. 29 ноября 1939 года постановлением ОСО при НКВД СССР они были приговорены к лишению свободы сроком на 3 года каждый[69].
  - Брат (единокровный) — Константин Константинович Орджоникидзе (1896—?), инспектор-методист Главного управления гидрометеослужбы при СНК СССР, в 1921 году был членом грузинской партии социалистов-федералистов, служил в грузинской армии. Арестован 5 мая 1941 года НКГБ СССР, 26 августа 1944 года Орджоникидзе осуждён ОСО при НКВД СССР за незаконное хранение огнестрельного оружия и как социально опасный элемент к 5 годам тюремного заключения. 30 ноября 1946 года ОСО при НКВД СССР срок тюремного заключения продлён до 10 лет. Отбывал заключение во Владимирской тюрьме в одиночной камере[70]. В марте 1953 срок продлён ещё на 5 лет. Реабилитирован в сентябре 1953[69].
  - Сестра (единокровная)— Юлия[67]. Её сын Георгий Гвахария, директор Макеевского металлургического завода, расстрелян.
    - Двоюродный брат — Дмитрий Георгиевич Орджоникидзе (1897—1937), обвинение: «находился в тесной связи с врагом народа Папулия Орджоникидзе и выдавал ему бесплатно остродефицитные зап. части, знал о к. р. высказываниях Папулия Орджоникидзе, но скрывал все это, умышленно срывал стахановское движение среди работников автобазы, занимался присвоением и разбазариванием остродефицитных запчастей»[71], расстрелян по постановлению тройки при НКВД Грузинской ССР от 21 декабря 1937 г.[69]
    - Двоюродный брат — Иван Георгиевич Орджоникидзе, приговорён к 10 годам ИТЛ по постановлению тройки при НКВД Грузинской ССР от 2 марта 1938 г.[69]
    - Двоюродный брат — Георгий Абессаломович Орджоникидзе (1899—1938), преподаватель математики Тбилисского военного училища, расстрелян по постановлению тройки при НКВД Грузинской ССР от 3 марта 1938 г.[69][72]
    - Двоюродная сестра ? — Минадора Ефремовна Орджоникидзе, в замужестве Торошелидзе, (1879—1967), меньшевичка, одна из пяти женщин — членов Грузинского учредительного собрания, трижды арестована, муж-большевик и два сына расстреляны, некоторые источники утверждают, что и она была двоюродной сестрой Серго[73].
      - Троюродный брат — Савва Валерианович Орджоникидзе (1900—1938), заместитель председателя ЦИКа Юго-Осетии, расстрелян по постановлению тройки при НКВД Грузинской ССР от 16 января 1938 г.[69][74]

## Награды
- Орден Ленина (22.03.1935)[75].
- Орден Красного Знамени (12.06.1921)[76].
- Орден Трудового Красного Знамени (17.01.1936)[77].
- Орден Красного Знамени Азербайджанской ССР (27.02.1921).
- Орден Трудового Красного Знамени ЗСФСР (17.03.1933)[77].

## Память

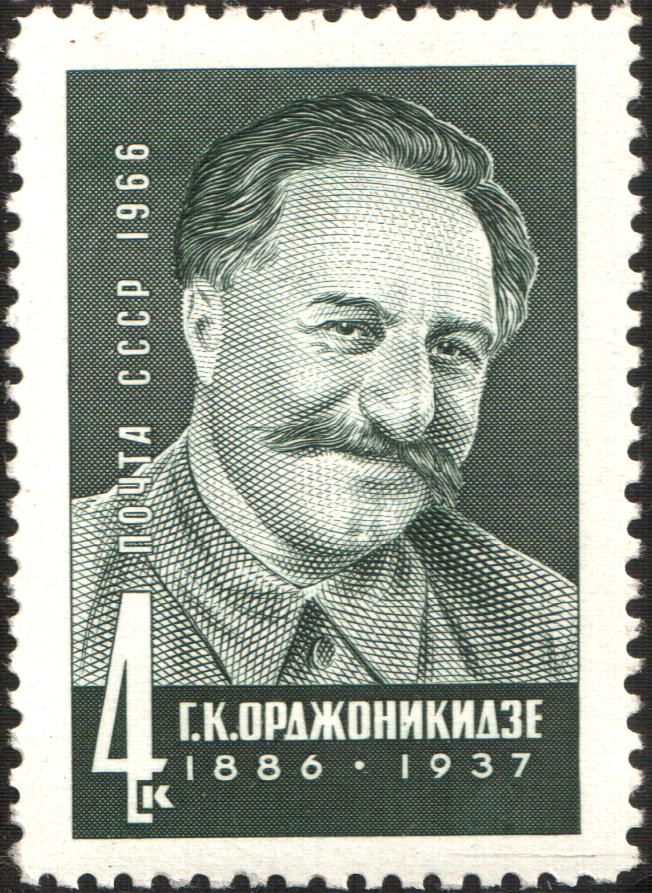
80-летие со дня рождения Серго Орджоникидзе (1886—1937), грузинского революционера (большевика), из дворян; одного из крупнейших руководителей ВКП(б) и Советского государства

- В Москве в честь Орджоникидзе названа улица возле станции метро «Ленинский проспект».
- В подмосковном городе Подольск по просьбе рабочих назван завод «ЗиО-Подольск» в честь Серго Орджоникидзе, наркома тяжёлой промышленности, уделявшего предприятию особое внимание.
- В СССР именем Орджоникидзе был назван ряд географических объектов. В 1934 году был основан район в Екатеринбурге, в 1943 году Енакиево и Бежице были возвращены исторические названия, а в 1944 году город Орджоникидзе (бывший Владикавказ) получил осетинское название Дзауджикау. В 1954 году этот город был назван опять Орджоникидзе, а после 1990 года называется Дзауджикау по-осетински и Владикавказ по-русски. Северо-Кавказский край, названный в 1937 году Орджоникидзевским, в 1943 году был переименован в Ставропольский.
- В феврале 1932 года Московскому геологоразведочному институту (МГРИ) было присвоено имя Серго Орджоникидзе[78].
- 16 декабря 1935 года Московскому авиационному институту (МАИ) было присвоено имя народного комиссара тяжёлой промышленности Серго Орджоникидзе[79].
- Имя «Серго Орджоникидзе» получили экспериментальный аэроплан Московского авиационного института (первый в мире самолёт из сплава электрон на основе магния)[80], а также один из советских магистральных грузовых паровозов.
- В 1937 году имя Орджоникидзе было присвоено Оренбургскому зенитному артиллерийскому училищу.
- В Новокузнецке Кемеровской области в честь Орджоникидзе названы Сибирский ордена Трудового Красного Знамени металлургический институт (ныне СибГИУ) улица, ведущая к комбинату, строительство которого он курировал, и один из районов.
- В Кемерове имя Орджоникидзе присвоено улице в центре города. Он уделял большое внимание развитию Кузнецкого угольного бассейна.
- Имя Орджоникидзе присвоено скверу в г. Одесса (на углу Старопортофранковской и Разумовской улиц)
- 40-й стрелковой дивизии было присвоено имя «Серго Орджоникидзе»
- С 1934 по 1993 год имя Серго Орджоникидзе носил Новочеркасский индустриальный институт (в настоящее время Южно-Российский государственный политехнический университет имени М. И. Платова).
- Имя Орджоникидзе присвоено районам в Перми и Уфе.
- Имя Орджоникидзе присвоено улицам и проспектам в городах бывшего СССР:
  - Россия: в Архангельске, Балашихе, Бузулуке, Воронеже, Данкове, Екатеринбурге, Ельце, Ессентуках, Ижевске, Иркутске, Кемерове, Керчи (Россия/Украина[81]), Кирове, Комсомольске-на-Амуре, Липецке, Махачкале, Мичуринске, Москве, Новокузнецке, Новомосковске, Новосибирске, Норильске, Омске, Оренбурге, Орле, Перми, Подольске, Прокопьевске, Пятигорске, Ростове-на-Дону, Санкт-Петербурге, Саранске, Саратове, Севастополе (Россия/Украина[81]), Северодвинске, Соль-Илецке, Сочи, Ставрополе, Сыктывкаре, Твери, Тюмени, Усолье-Сибирском, Уфе, Хабаровске, Челябинске (установлена мемориальная доска[82]), Якутске, Ярославле.
  - Украина: в Бердянске, Донецке, Запорожье, Киеве, Константиновке, Краматорске, Кропивницком, Луганске, Луцке, Сумах, Черкассах, Чернигове.
  - Казахстан: в Алма-Ате, Костанае, Риддере, Усть-Каменогорске, Уральске.
  - Беларусь: в Бобруйске, Борисове, Бресте, Гродно, Минске.
  - Грузия: в Сухуме (Республика Абхазия/Грузия[83]), Тбилиси.

Памятники Орджоникидзе установлены:

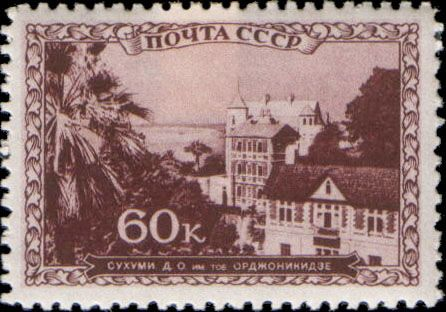
Почтовая марка СССР 1939 год. Сухуми. Санаторий имени С. Орджоникидзе

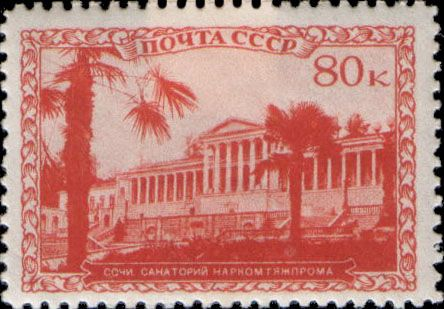
Почтовая марка СССР, 1939 год. Серия «Курорты СССР»: Сочи. Санаторий имени С. Орджоникидзе, оранжево-красная

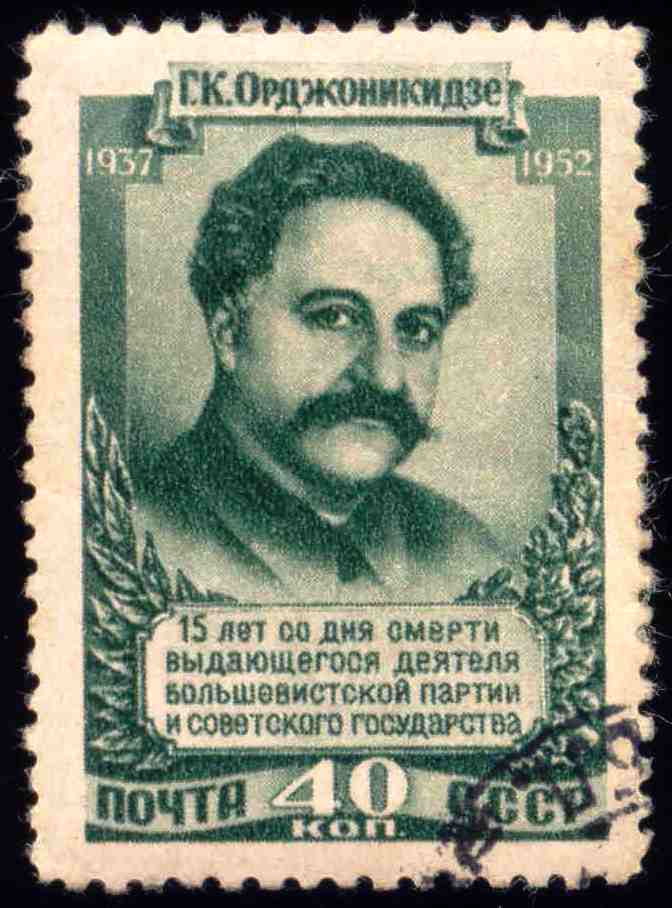
Почтовая марка СССР, 15 лет со дня смерти Г. К. Орджоникидзе (Серго Орджоникидзе), портрет. 1952, 40 коп., гашеная, ЦФА (ИТЦ) № 1677). Глубокая печать. Художник: Е. Гундобин.

- В городе Дзауджикау на площади Свободы. Установлен в апреле 1949 года. Демонтирован осенью 1990 года.
- в Покровске (Якутия) имеется его дом-лечебница, превращенная в музей, в которой он работал врачом. Памятник в полный рост установлен в 1952 году перед домом-музеем на улице Орджоникидзе, главной улице города.
  - в Херсоне перед зданием заводоуправления Херсонского НПЗ (демонтирован в июле 2015 года[84]);
  - в Кольчугино Владимирской области у проходной завода «Кольчугцветмет»;
  - в Хабаровске у здания заводоуправления АО «ННК — Хабаровский НПЗ»;
  - в сквере им. Серго Орджоникидзе города Магнитогорска Челябинской области, перед зданием Дворца культуры металлургов имени Серго Орджоникидзе;
  - в Харькове перед зданием Харьковского тракторного завода им. Серго Орджоникидзе. (Уничтожен 11 апреля 2015 года[85].);
  - в Мариуполе перед зданием заводоуправления МК Азовсталь (демонтирован — 02.04.2016 г.[86]);
  - в Минске (демонтирован 22.04.2021)[87];
  - в Краматорске на территории НКМЗ;
  - в Запорожье бюст перед зданием Орджоникидзевской районной администрации (демонтирован — 09.03.2016 г.);
  - в Кисловодске, на территории санатория им. Серго Орджоникидзе;
  - в Выксе Нижегородской области, перед проходной завода дробильно-сортировочного оборудования ЗАО «Дробмаш».
  - в Кулебаках Нижегородской области, в одноимённом сквере по ул. Войкова.
  - в Екатеринбурге у входа в центральную проходную ОАО «Уралмашзавод»;
  - в Оренбурге на перекрестке улиц Маршала Жукова и Туркестанской;
  - в Сатке Челябинской области перед проходной ОАО «СЧПЗ»;
  - на улице Новороссийской города Челябинск, перед заводом металлоконструкций;
  - в Уфе перед Дворцом культуры им. С. Орджоникидзе установлен памятник Серго Орджоникидзе
  - в Уфе в учебном корпусе Уфимского авиационного технического университета (бывший УАИ им. С. Орджоникидзе) установлен бюст.
  - в Подольске на территории завода ЗиО (завод имени Орджоникидзе)
  - в Ульяновске на территории УВВКУС установлен памятник.
  - Ленинградский фарфоровый завод выпускал бюст Серго Орджоникидзе высотой 22 сантиметра.
  - В Московском авиационном институте установлено три памятника Орджоникидзе: на Ритуальной площади, в 3-м корпусе и возле 6-го корпуса.
  - В греческом селе Дубовая Балка Ставропольского края в ту пору бывшего Орджоникидзевским краем был установлен памятник Серго Орджоникидзе на постаменте на котором ранее стоял бюст царю Александру II. Во время фашистской оккупации села в 1942 памятник был снесён, а в 2001 бюст Александра II вновь занял своё место.
  - В Нижнем Новгороде на улице Памирская перед домом 13 (бывшее ПТУ 28), Ленинский район. Расположен в непосредственной близости от Нижегородского (Горьковского) завода фрезерных станков (Станкозавод), основанного в 1931 году
  - В Казани в сквере, тоже носящем имя Орджоникидзе, на улице Лядова.
  - В Перми, на улице Соликамской, у проходных АО «Камтэкс-химпром»

Музеи Серго Орджоникидзе:

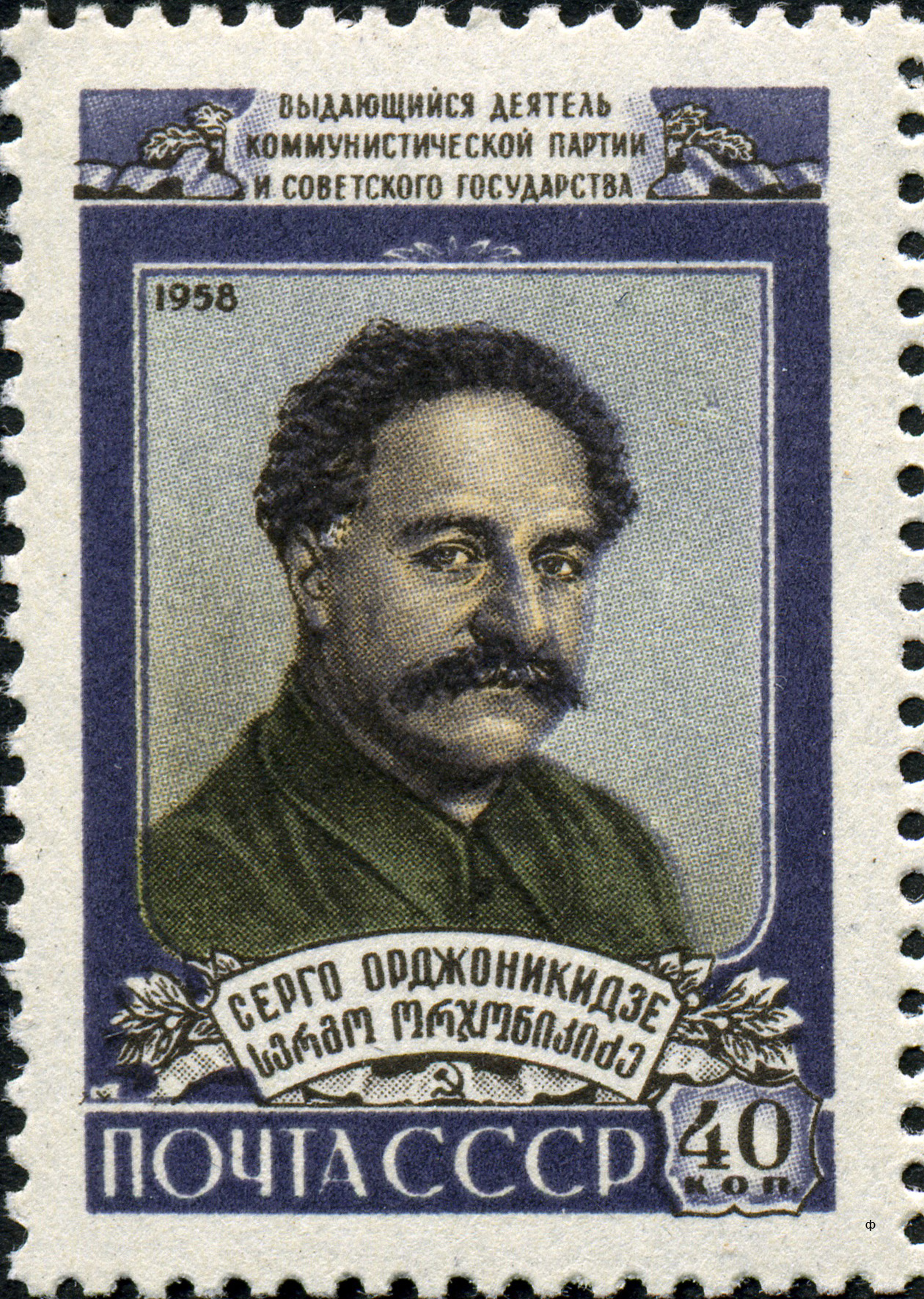
Почтовая марка 1958 год

- С 1940 года в селе Мужичи Республики Ингушетия функционирует музей революционера Серго Орджоникидзе, который в 1919 году несколько месяцев прятался у ингушей[88][89].
- В 1951 году на родине революционера в селе Гореша Грузинской ССР, в доме, где он родился и провел детство был открыт Государственный музей Г. К. Орджоникидзе[90].
- В 1962 году в Покровске на общественных началах был основан Дом-музей Серго Орджоникидзе учителем-энтузиастом Покровской средней школы, заслуженным работником культуры Республики Саха Семеном Дмитриевичем Ивановым[91]. В 1990-е годы он был переименован в Хангаласский улусный краеведческий музей имени Г.В. Ксенофонтова[92][93].

## Киновоплощения
- Эммануил Апхаидзе — «Ночь в сентябре» (1939)
- Семен Межинский — «Валерий Чкалов» (1941)
- Андро Кобаладзе — «Звёзды не гаснут» / Ulduzlar Sönmür (Азербайджан) (1970-71); «Горизонты» (Казахфильм) (1972)
- Эдишер Магалашвили — Синяя тетрадь
 (1964), «Принимаю на себя» (1975), «Поэма о крыльях» (1979)
- Бадри Какабадзе — «20 декабря» (1981)
- Джим Картер — «Сталин» (1992)
- Александр Самойленко — «Дети Арбата» (2004)
- Александр Резалин — «Чкалов» (2012)